# Démographie du Puy-en-Velay
La démographie du Puy-en-Velay est caractérisée par une densité forte et une population jeune qui décroît depuis les années 1980.
Avec ses 18 989 habitants en 2022, la commune du Puy-en-Velay se situe en 1re position sur le plan départemental.
L'évolution démographique, les indicateurs démographiques, la pyramide des âges, l'état matrimonial, les caractéristiques de l'emploi et le niveau de formation sont détaillés ci-après.

## Évolution démographique
L'évolution du nombre d'habitants est connue à travers les recensements de la population effectués dans la commune depuis 1793. Pour les communes de plus de 10 000 habitants les recensements ont lieu chaque année à la suite d'une enquête par sondage auprès d'un échantillon d'adresses représentant 8 % de leurs logements, contrairement aux autres communes qui ont un recensement réel tous les cinq ans,.
En 2022, la commune comptait 18 989 habitants, en évolution de −0,66 % par rapport à 2016 (Haute-Loire : +0,36 %, France hors Mayotte : +2,11 %).
| 1793   | 1800   | 1806   | 1821   | 1831   | 1836   | 1841   | 1846   | 1851   |
| ------ | ------ | ------ | ------ | ------ | ------ | ------ | ------ | ------ |
| 11 060 | 10 601 | 12 318 | 14 844 | 14 930 | 14 924 | 14 674 | 14 995 | 15 723 |

| 1856   | 1861   | 1866   | 1872   | 1876   | 1881   | 1886   | 1891   | 1896   |
| ------ | ------ | ------ | ------ | ------ | ------ | ------ | ------ | ------ |
| 16 666 | 17 015 | 19 532 | 19 233 | 19 250 | 18 825 | 19 031 | 20 308 | 20 793 |

| 1901   | 1906   | 1911   | 1921   | 1926   | 1931   | 1936   | 1946   | 1954   |
| ------ | ------ | ------ | ------ | ------ | ------ | ------ | ------ | ------ |
| 20 570 | 21 420 | 20 944 | 18 488 | 19 821 | 20 288 | 21 660 | 22 705 | 23 453 |

| 1962   | 1968   | 1975   | 1982   | 1990   | 1999   | 2006   | 2011   | 2016   |
| ------ | ------ | ------ | ------ | ------ | ------ | ------ | ------ | ------ |
| 25 125 | 26 389 | 26 594 | 24 064 | 21 743 | 20 490 | 19 321 | 18 537 | 19 115 |

| 2021   | 2022   | - | - | - | - | - | - | - |
| ------ | ------ | - | - | - | - | - | - | - |
| 18 629 | 18 989 | - | - | - | - | - | - | - |

## Indicateurs démographiques

### Densité
La densité de la population du Puy-en-Velay est passée de 1 571,7 hab./km2 en 1968 à 1 135,3 hab./km2 en 2018. Cette densité est, en 2018, 24,8 fois plus forte que la densité moyenne du département de la Haute-Loire (45,7) et 10,8 fois que celle de la France entière (105,5).
|                            | Le Puy-en-Velay | Le Puy-en-Velay | Le Puy-en-Velay | Le Puy-en-Velay | Le Puy-en-Velay | Le Puy-en-Velay | Le Puy-en-Velay | Le Puy-en-Velay | Haute-Loire | Franceentière |
| 1968                       | 1975            | 1982            | 1990            | 1999            | 2008            | 2013            | 2018            | 2018            | 2018        |               |
| -------------------------- | --------------- | --------------- | --------------- | --------------- | --------------- | --------------- | --------------- | --------------- | ----------- | ------------- |
| Population                 | 26 389          | 26 594          | 24 064          | 21 743          | 20 490          | 18 879          | 18 619          | 19 061          | 227 552     | 66 732 538    |
| Densité moyenne (hab./km2) | 1 571,7         | 1 583,9         | 1 433,2         | 1 295,0         | 1 220,4         | 1 124,4         | 1 108,9         | 1 135,3         | 45,7        | 105,5         |
| Sources : Insee,.          |                 |                 |                 |                 |                 |                 |                 |                 |             |               |

Pour des raisons techniques, il est temporairement impossible d'afficher le graphique qui aurait dû être présenté ici.

### Soldes naturels et migratoires sur la période 1968-2018
Le flux migratoire est en hausse, le taux annuel passant de -0,7 à 0,7 %, traduisant une hausse des implantations nouvelles dans la commune.
Le taux de natalité est passé de 18,7 ‰ sur la période 1968-1975 à 10,2 ‰ sur la période 2013-2018. Celui du département était sur la période 2013-2018 de 9,4 ‰ et celui de la France entière de 11,9 ‰.
Le taux de mortalité est quant à lui passé de 10,3 ‰ sur la période 1968-1975 à 12,7 ‰ sur la période 2013-2018. Celui du département était sur cette dernière période de 8,5 ‰ et celui de la France de 8,8 ‰.
| Division          | Indicateur                                       | 1968 à1975 | 1975 à1982 | 1982 à1990 | 1990 à1999 | 1999 à2008 | 2008 à2013 | 2013 à2018 |
| ----------------- | ------------------------------------------------ | ---------- | ---------- | ---------- | ---------- | ---------- | ---------- | ---------- |
| Le Puy-en-Velay   | Variation annuelle moyenne de la population en % | 0,1        | -1,4       | -1,3       | -0,7       | -0,9       | -0,3       | 0,5        |
| Le Puy-en-Velay   | - due au solde naturel en %                      | 0,8        | 0,5        | 0,2        | 0,1        | -0,1       | -0,2       | -0,3       |
| Le Puy-en-Velay   | - due au solde apparent des entrées sorties en % | -0,7       | -1,9       | -1,4       | -0,7       | -0,8       | -0,1       | 0,7        |
| Le Puy-en-Velay   | Taux de natalité en ‰                            | 18,7       | 15,4       | 13,0       | 12,0       | 10,8       | 10,2       | 10,2       |
| Le Puy-en-Velay   | Taux de mortalité en ‰                           | 10,3       | 10,2       | 11,1       | 11,4       | 11,4       | 12,3       | 12,7       |
| Haute-Loire       | Variation annuelle moyenne de la population en % | -0,2       | 0,0        | 0,0        | 0,1        | 0,7        | 0,4        | 0,1        |
| France entière    | Variation annuelle moyenne de la population en % | 0,8        | 0,5        | 0,5        | 0,4        | 0,7        | 0,5        | 0,4        |
| Sources : Insee,. |                                                  |            |            |            |            |            |            |            |

### Mouvements naturels sur la période 2014-2020
En 2014, 187 naissances ont été dénombrées contre 225 décès. Le nombre annuel des naissances a diminué depuis cette date, passant à 164 en 2020, indépendamment à une augmentation, du nombre de décès, avec 319 en 2020. Le solde naturel est ainsi négatif et diminue, passant de -38 à -155.
Pour des raisons techniques, il est temporairement impossible d'afficher le graphique qui aurait dû être présenté ici.

## Répartition par sexes et tranches d'âges
En 2018, le taux de personnes d'un âge inférieur à 30 ans s'élève à 35,9 %, soit au-dessus de la moyenne départementale (31 %). À l'inverse, le taux de personnes d'âge supérieur à 60 ans est de 29,5 % la même année, alors qu'il est de 31,1 % au niveau départemental.
En 2018, la commune comptait 8 876 hommes pour 10 285 femmes, soit un taux de 53,96 % de femmes, légèrement supérieur au taux départemental (50,87 %).
Les pyramides des âges de la commune et du département s'établissent comme suit.
| Hommes | Classe d’âge | Femmes |
| ------ | ------------ | ------ |
| 1,0    | 90 ou +      | 3,2    |
| 7,0    | 75-89 ans    | 13,0   |
| 16,3   | 60-74 ans    | 17,7   |
| 17,2   | 45-59 ans    | 18,3   |
| 18,7   | 30-44 ans    | 15,2   |
| 23,6   | 15-29 ans    | 18,6   |
| 16,3   | 0-14 ans     | 13,9   |

| Hommes | Classe d’âge | Femmes |
| ------ | ------------ | ------ |
| 0,9    | 90 ou +      | 2,5    |
| 8,4    | 75-89 ans    | 11,7   |
| 20,4   | 60-74 ans    | 20,5   |
| 21,3   | 45-59 ans    | 20,3   |
| 16,8   | 30-44 ans    | 16,3   |
| 15,2   | 15-29 ans    | 13,2   |
| 17     | 0-14 ans     | 15,6   |

| 0 à 14 ans        | 2 621 (14,1 %) | 2 854 (15,0 %) | 40 005 (17,7 %) | 38 081 (16,7 %) | 12 126 609 (18,5 %) | 12 005 261 (18,0 %) |
| 15 à 29 ans       | 4 100 (22,0 %) | 3 982 (20,9 %) | 32 723 (14,5 %) | 32 551 (14,3 %) | 11 818 076 (18,0 %) | 11 696 734 (17,5 %) |
| 30 à 44 ans       | 2 894 (15,5 %) | 3 206 (16,8 %) | 41 507 (18,3 %) | 38 193 (16,8 %) | 12 794 661 (19,5 %) | 12 447 723 (18,7 %) |
| 45 à 59 ans       | 3 530 (19,0 %) | 3 396 (17,8 %) | 47 258 (20,9 %) | 48 872 (21,0 %) | 13 088 945 (20,0 %) | 13 291 253 (19,9 %) |
| 60 à 74 ans       | 2 944 (15,8 %) | 3 252 (17,1 %) | 39 173 (17,3 %) | 44 809 (19,7 %) | 9 751 091 (14,9 %)  | 11 055 645 (16,6 %) |
| 75 ans ou plus    | 2 531 (13,6 %) | 2 371 (12,4 %) | 25 538 (11,3 %) | 22 046 (11,4 %) | 5 985 373 (9,1 %)   | 6 235 921 (9,3 %)   |
| Ensemble          | 18 619 (100 %) | 19 061 (100 %) | 226 203 (100 %) | 227 552 (100 %) | 65 564 756 (100 %)  | 66 732 538 (100 %)  |
| Sources : Insee,. |                |                |                 |                 |                     |                     |